# Tall Stories
Tall Stories är det andra musikalbumet med den brittiska musikgruppen Johnny Hates Jazz, utgivet 1991.

## Låtlista
1. "Let Me Change Your Mind Tonight"
2. "Money Changes Hands"
3. "Your Mistake"
4. "The Last To Know"
5. "Closer"
6. "Between You And Me"
7. "Shelter From The Storm"
8. "Fools Gold"
9. "Keep Me In Mind"
10. "Now She's Gone"